# Riedlingen
Riedlingen est une ville allemande située sur le Danube en Bade Wurtemberg et en Haute Souabe. Elle faisait partie des Cinq villes du Danube.

## Histoire
La ville fait partie du Royaume de Wurtemberg lors de sa création en 1806.

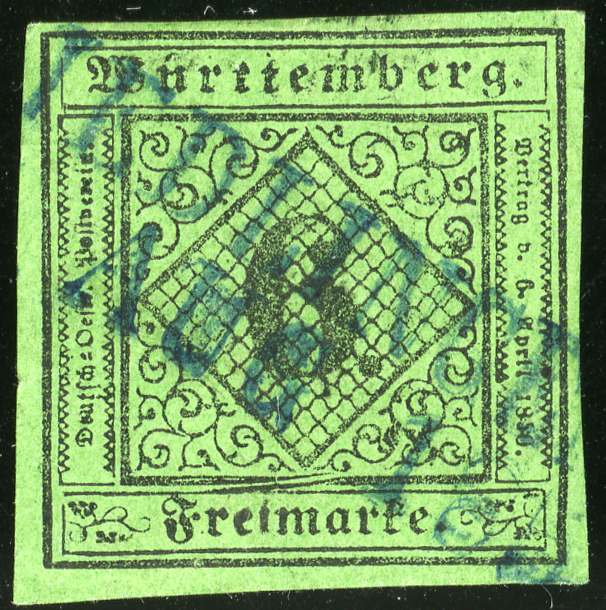
Oblitération linéaire RIEDLINGEN du Royaume de Wurtemberg, premiers timbres de 1851

Le 27 juillet 2025, le train express régional de la Deutsche Bahn se rendant de Sigmaringen à Ulm, déraille.

## Personnages célèbres
- l'écrivain Ernst Jünger y est mort à l'hôpital en 1998 à l'âge 102 ans.
- le footballeur allemand Mario Gómez y est né le 10 juillet 1985.
- l'abbé Franz Schmidberger y est né le 19 octobre 1946.